# Luciana Agudo
Luciana Agudo est une joueuse internationale argentine de rink hockey née le 6 juin 1990.

## Histoire
Elle est née de parents professeurs d'éducation sportive à l'Université qui pratiquent le hockey sur gazon. Son frère de trois ans son aîné, fait partie de l'équipe première de la « U ». 
En 2016, elle est étudiante en troisième année de kiné. 

## Palmarès
En 2014, elle obtient le titre Premios Olimpia récompensant le meilleur joueur de rink hockey d'Argentine. 

En 2016, elle participe au championnat du monde.

## Référence
1. ↑  (es) ‘Luchi’ Agudo, deportista a tiempo completo
2. ↑  (es) LISTA DEFINITIVA PARA EL MUNDIAL